# Projet Azorian
 (août 2018).
Le projet Azorian, souvent appelé à tort projet Jennifer, était le nom de code d'un projet de la Central Intelligence Agency visant à récupérer l'épave d'un sous-marin de la Marine soviétique, le K-129, qui a coulé dans l'océan Pacifique en 1968. Le Glomar Explorer, un navire conçu spécialement pour cette opération et mis en œuvre par les entreprises du milliardaire Howard Hughes, devait hisser l'épave depuis les fonds marins pour en récupérer, au profit des États-Unis, des données et des technologies soviétiques. Ce fut l'une des opérations les plus complexes et secrètes menées durant la guerre froide.

## La cible

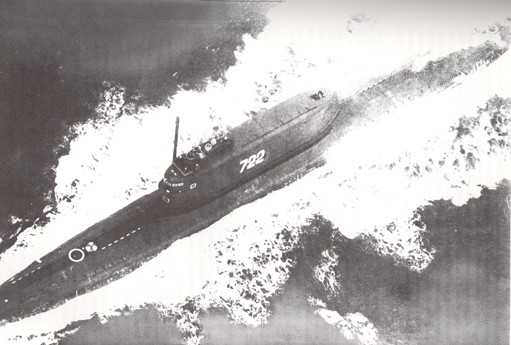
Le K-129 (no de coque 722) en surface.

Le 1er mars 1968, le sous-marin soviétique K-129 (numéro de coque 722), un sous-marin lanceur d'engins à propulsion classique de classe Golf II armé de trois missiles balistiques à tête nucléaire R-13 (SS-N-4 Sark), quitte le port de Petropavlovsk dans la péninsule du Kamtchatka pour une patrouille de dissuasion nucléaire dans l'océan Pacifique. Au cours du mois de mars, il sombre avec tout son équipage. La cause du naufrage, selon un document de la CIA sur le projet Azorian, est restée inconnue. La marine soviétique effectue d'intenses recherches pendant deux mois, sans résultat.
D'une manière qui reste aujourd'hui classée confidentielle, le gouvernement américain apprend la perte du K-129 et parvient à le localiser à 2 500 km au nord-ouest d'Hawaï. Le sous-marin USS Barb (SSN-596) repère plusieurs sous-marins soviétiques qui recherchent un des leurs. Le Barb et d'autres navires américains surveillent l'opération. Il semble que les Soviétiques ignorent la localisation de leur sous-marin. Le bureau « opérations navales » du département de la Marine des États-Unis, commandé par le capitaine James F. Bradley Jr., qui gère en fait le renseignement sous-marin, analyse les archives des écoutes de transmissions électroniques et trouve qu'un sous-marin de classe Golf II a appareillé le 24 février 1968 mais qu'arrivé à mi-parcours, il n'a plus émis de messages. Les enregistrements du réseau américain d'hydrophones SOSUS permettent de localiser approximativement les lieux du naufrage. L'USS Halibut est ensuite sollicité : le Halibut a été spécialement modifié pour trouver clandestinement des objets à grande profondeur, et avait jusque-là mené deux campagnes infructueuses à la recherche de missiles d'essais soviétiques. Lors d'une mission qui dure du 15 juillet au 9 septembre 1968, le Halibut parvient à localiser l'épave du K-129 et à en prendre 22 000 clichés photographiques.
À partir des derniers mois de l'année 1968, des experts techniques de la CIA et du département de la Défense des États-Unis étudient la faisabilité de récupérer des parties du K-129.

## Le projet de récupération

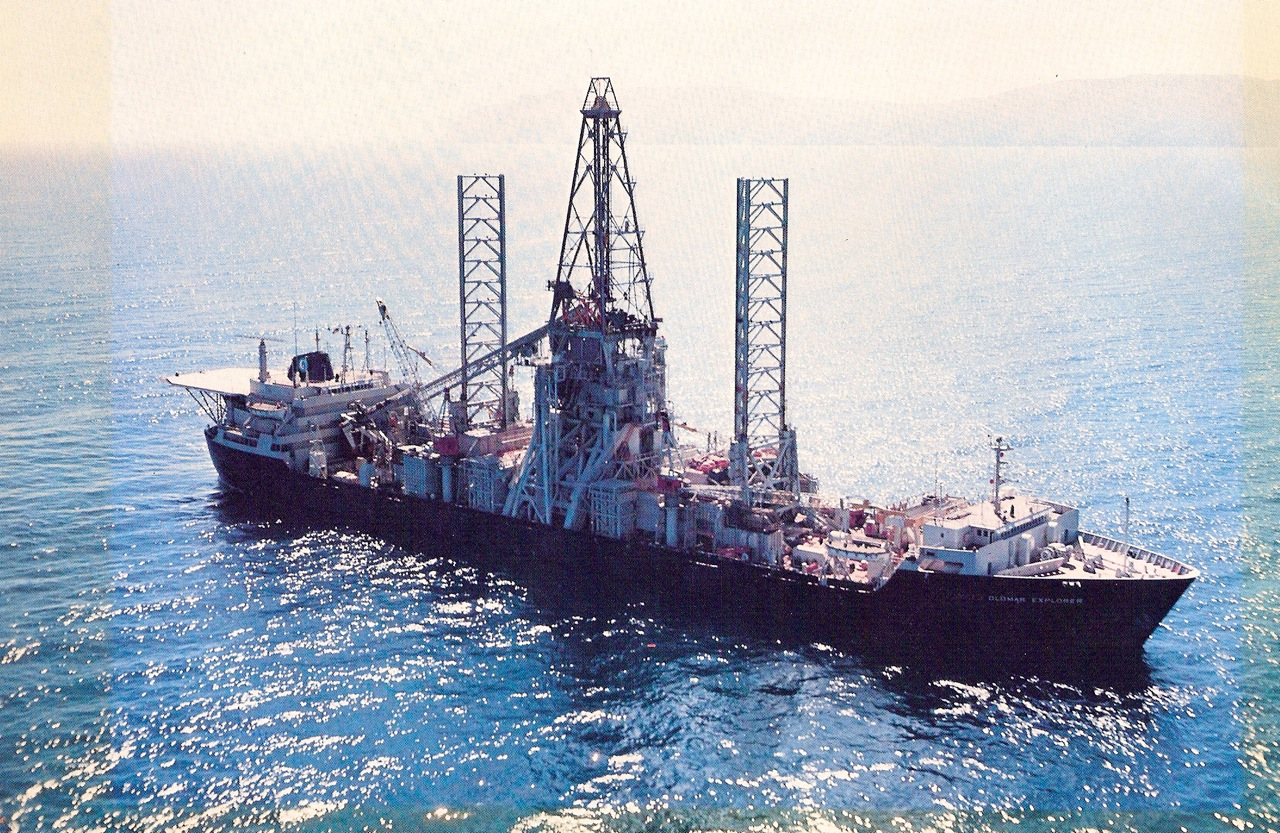
Le Hughes Glomar Explorer.

Le 1er juin 1969, la CIA constitue un groupe de travail appelé Special Projects Staff à l'intérieur de sa direction des Sciences et technologies, pour travailler à la récupération du sous-marin, projet qui reçoit le nom de code Azorian. John Parangosky, qui a travaillé aux programmes des avions de reconnaissance U-2 et A-12, est nommé à sa tête.
Le groupe de travail envisage trois grands types de solutions techniques pour remonter de grandes parties du sous-marin :
- la « force brute », consistant à tracter l'épave depuis la surface ;
- envoyer en plongée un matériau flottant lesté qui, une fois au fond, serait attaché au sous-marin et larguerait son lest, faisant remonter le sous-marin ;
- un système de remontée qui créerait en profondeur des gaz au moyen d’une réaction chimique[3].

Les détails de ces solutions sont toujours classés confidentiels, mais fin juillet 1970, la solution de la « force brute » est retenue. L'épave serait tirée depuis un gros navire de surface. La CIA commence à inventer une « couverture » pour l'opération, au prétexte d'un forage minier à grande profondeur qui servirait à dissimuler le projet et particulièrement les opérations en mer. Il semble qu'à ce moment, l'objectif du projet est de remonter la moitié avant du K-129 (qui s'est coupé en deux lors de l'implosion), partie qui allait jusqu'au kiosque et devait notamment contenir l'équipement cryptographique et les missiles nucléaires SS-N-4 Sark.[réf. nécessaire] La masse de l'objet visé est estimée à environ 1 750 tonnes et repose à environ 5 000 mètres de profondeur.

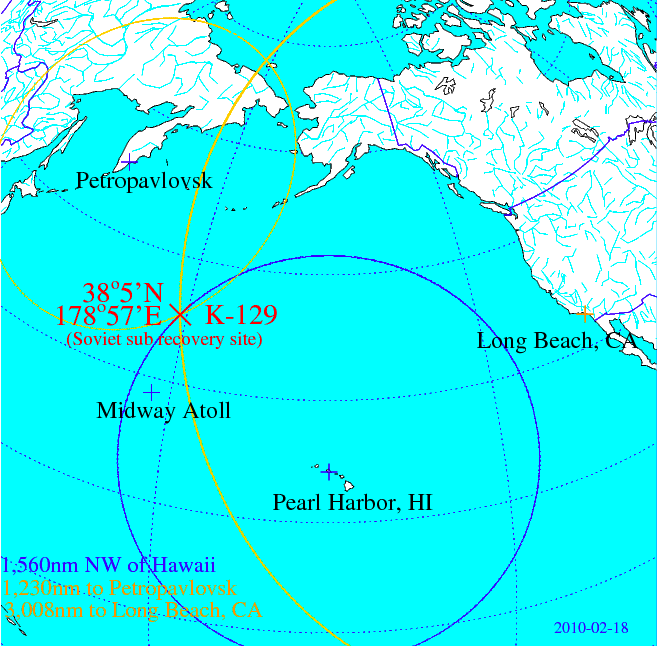
Position de l'épave (croix rouge).

Les risques techniques sont élevés, et à ce moment la probabilité de succès de l'opération est estimée à 10 %. Le 4 août 1971 se tient une réunion cruciale pour la continuation du projet. En raison des risques techniques, de l'augmentation des coûts (leur estimation a augmenté de 50 % en un an) et de la difficulté à trouver le financement, le secrétaire à la Défense adjoint David Packard propose d'arrêter le projet Azorian. Après avoir discuté de ces éléments et des renseignements qui pourraient être obtenus grâce à cette opération, Packard accepte de poursuivre le projet et ordonne d'attendre son approbation avant de construire le navire de surface chargé des opérations. Ensuite, la fin du projet est envisagée à plusieurs reprises en raison des risques et des coûts associés.
Homme d'affaires prolifique, Howard Hughes est secrètement contacté par le gouvernement américain pour construire un énorme bateau qui serait utilisé pour extraire le sous-marin soviétique. Ainsi le 4 novembre 1972, le Glomar Explorer (ou HGE pour Hughes Glomar Explorer), navire de 63 000 tonnes, est lancé,.
Le Glomar Explorer est doté d'une immense pince mécanique conçue pour atteindre le fond océanique et tirer vers le haut le sous-marin qui est à 5 000 mètres de fond. Il est équipé d'un moonpool géant adapté aux dimensions du K-129, pour les besoins de sa mission.
 
Le bateau est également accompagné d'une grande barge submersible également construite spécialement pour cette mission. Nommée la Hughes Mining Barge (en) ou HMB-1, elle doit accueillir l'épave récupérée.

La mission pourrait être ainsi entièrement menée sous la surface donc hors de vue d'autres bateaux, avions, ou satellites espions.
À l'automne 1971, des progrès ont été faits dans le développement de certains systèmes du navire, dont ceux devant remonter la lourde charge ainsi que les systèmes de compensation de houle. Sun Shipbuilding & Drydock Company (en) de Chester (Pennsylvanie) commence à construire le Glomar Explorer. La Hughes Mining Barge est lancée à San Diego en janvier 1972. En avril 1972, le projet prévoit que le navire sera opérationnel un an plus tard. Tous les autres équipements importants sont commandés et le planning est respecté.

## La récupération
Le Glomar Explorer et le HMB-1 arrivent le 4 juillet 1974 à l'emplacement du naufrage et mènent les opérations de récupération pendant plus d'un mois.
Pendant l'étape finale de l'opération, le 8 août, une partie de la pince casse, ce qui entraîne la rupture en deux de l'épave, dont la plus grande partie retombe au fond de l'océan. Seul un morceau de la partie avant du sous-marin soviétique est récupérée. La section repêchée ne contient ni les missiles atomiques, ni les livres de codes qui auraient été d'une valeur inestimable pour la Central Intelligence Agency. Selon quelques sources, deux torpilles nucléaires, du matériel de cryptographie et divers documents de renseignement militaire[réf. nécessaire] se trouvent dans la partie récupérée. Les corps de six membres d'équipage sont retrouvés ; ils sont immergés en mer au cours d'une cérémonie respectueuse. 
L'auteur du livre The Jennifer Project, Clyde W. Burleson, croit que le sous-marin entier a été récupéré et que la CIA a gardé cette information secrète.

## La révélation du projet au public
En juin 1974, le quartier général de la Summa Corporation à Los Angeles est cambriolé. Parmi les documents volés se trouve un mémorandum d'un directeur de la firme Hughes décrivant pour Howard Hughes la demande d'aide de la CIA et sollicitant l'approbation de Hughes. Plusieurs personnes enquêtant sur le cambriolage sont informées du contenu du document pour qu'elles gardent les informations confidentielles s'il vient à être récupéré. Bien que la source exacte de la première fuite sur le projet Azorian soit restée inconnue, des journalistes parviennent à être informés. Le premier article sur le projet est publié dans le Los Angeles Times le 8 février 1975. Le directeur de la CIA William Colby demande aux autres médias de ne rien diffuser, mais la fuite se généralise et le 18 mars, Jack Anderson en fait un compte rendu détaillé à la radio et à la télévision nationales.
Le lendemain, le président Gerald Ford tient une réunion à la Maison-Blanche. Le secrétaire à la Défense James Schlesinger estime que refuser de commenter ces fuites équivaudrait à confirmer leur exactitude, et conseille de reconnaître les faits. William Colby, en référence à l'incident de l'U-2 en 1960, conseille de ne pas contraindre Moscou à répondre. Les Américains assurent à l'ambassadeur Anatoli Dobrynine que les corps remontés ont eu droit à des obsèques en mer avec les honneurs militaires, et promettent qu'ils laisseront le reste de l'épave intact.
Ces révélations, et les accusations que le sous-marin ne valait pas le coût d'une telle opération, incitent la Maison-Blanche à refuser une nouvelle tentative de le repêcher. À la suite des premières révélations, la journaliste Harriet Ann Phillippi fait une demande de Freedom of Information Act à la CIA, pour que lui soient communiqués les documents sur les tentatives de la CIA visant à décourager les médias de dévoiler le projet. La CIA répond qu'elle ne peut « ni confirmer ni infirmer » ses liens avec le Glomar Explorer. La justice donne raison à la CIA en 1976. Depuis le jugement de l'affaire Phillippi vs CIA, le terme « glomarizer » ou « réponse glomar » est utilisé pour décrire les cas où des agences américaines refusent de confirmer ou démentir l'existence de documents.
En octobre 1992, Robert Gates est le premier directeur de la CIA à effectuer une visite en Russie. À cette occasion, il donne à Boris Eltsine une vidéo de la cérémonie des obsèques en mer des corps des membres d'équipage.

## Déclassification
La CIA déclassifie des informations substantielles sur le projet Azorian 'en février 2010. À la suite d'une demande de Freedom of Information Act passée par la National Security Archive le 12 décembre 2007, la CIA publie une version partiellement censurée d'un document de 50 pages sur le projet intitulé « Project Azorian : The Story of the Hughes Glomar Explorer » et écrit par un participant à l'opération dont l'identité demeure confidentielle. D'après ce document, il a été écrit entre février 1975 et l'automne 1978, et a été publié en 1985 dans le journal interne de la communauté du renseignement. À l'époque, il était classé SECRET - NOFORN (Not Releasable to Foreign Nationals - non diffusable aux étrangers). L'essentiel des informations sur le naufrage du K-129, sa localisation par les États-Unis, son emplacement exact, le coût du projet Azorian et ce qui est remonté à la surface restent confidentiels.
En octobre 2011, la CIA déclassifie un document relatif à son ancien directeur William Colby, dans lequel se trouve un passage sur le projet Azorian, reconnaissant pour la première fois que le sous-marin s'est brisé au cours de la remontée.

## La théorie du complot: l'hypothèse d'une fausse attaque chinoise
Kenneth Sewell et Clint Richmond, dans leur ouvrage intitulé Red Star Rogue, paru en France en 2006 sous le titre K-129, une bombe atomique sur Pearl Harbor, proposent de nouvelles hypothèses. Pour le dernier voyage du sous-marin K-129, ils évoquent l'exécution de nombreux actes formellement interdits par les procédures militaires soviétiques. Ce sous-marin aurait été détourné par une force spéciale de onze hommes dirigée par des extrémistes du KGB, ceci dans le but d’imiter un sous-marin d'attaque chinois. Leur objectif aurait été de lancer un missile nucléaire contre  Hawaï pour provoquer un affrontement majeur entre la république populaire de Chine et les États-Unis.
L'hypothèse du livre est que les dispositifs de protection de la mise à feu du missile ont été mal contournés et qu'il aurait explosé lors d'une tentative de lancement. Toujours d'après ce livre, le projet Azorian aurait permis d’empêcher une transition extrémiste du KGB et aurait facilité le rapprochement entre Nixon et la Chine de Mao au début des années 1970.
Cette hypothèse a été reprise dans l'émission de radio Rendez-vous avec X diffusée sur France Inter le 22 mai 2010.